# Streitkräfte Guyanas
Die Guyana Defence Forces (GDF) sind die Streitkräfte Guyanas. Sie wurden am 1. November 1965 gebildet.

## Geschichte
Die GDF wurden am 1. November 1965 aufgestellt und wurde ursprünglich aus Mitgliedern der British Guiana Volunteer Force (BGVF), der Special Service Unit (SSU), der British Guiana Police Force (BGPF) und neu eingezogenen Zivilisten gebildet.
Sie ist in der heutigen Zeit eine Freiwilligenarmee und steht auch weiblichen Soldaten offen. Die Ausbildung der Mannschaften und Unteroffiziere erfolgt in Guyana, die Ausbildung der Heeres-Offiziere an der Royal Military Academy Sandhurst und die Ausbildung der Offiziere der Küstenwache am Britannia Royal Naval College. Das Motto der GDF ist „Service“.
Sie ist Mitglied des Council of South American Defense sowie der Caribbean Disaster Emergency Management Agency (CDEMA) und Teilnehmer am US-amerikanischen International Military Education and Training (IMET) Programm, dem kanadischen Military Training Assistance Program (MTAP) sowie einer chinesischen Initiative zur militärischen Ausbildung und Bereitstellung militärischer Ausrüstung. Darüber hinaus ist sie Partner der Caribbean Basin Security Initiative (CBSI).
Zu den Aufgaben der GDF zählt die Landesverteidigung, Aufrechterhaltung der Souveränität des Staates, der inneren Ordnung und Sicherheit sowie Unterstützung bei Notfällen und Katastrophen. Der Einsatz der GDF wird durch den Präsidenten und das Parlament beschlossen. Der Verteidigungsausschuss besteht aus dem Präsidenten, dem Ministerpräsidenten, dem Innenminister sowie drei weiteren hierfür ernannten Personen.
Ihren ersten größeren Einsatz hatte die GDF im Januar 1969, als sie beim Rupununi-Aufstand gegen die von Venezuela unterstützten Rupununi-Rebellen eingesetzt wurde. Der Aufstand wurde noch am selben Tag nach wenigen Stunden von der GDF niedergeschlagen.
Im August 1969 wurde im Grenzkonflikt mit Surinam, mit der „Operation Climax“, das Gebiet um den New River und eine Landebahn bei Tigri von surinamischen Truppen befreit.

## Organisation und Ausrüstung
Die Streitkräfte unterstehen dem jeweiligen guyanischen Ministerpräsidenten und ihr Oberbefehlshaber ist der guyanische Präsident. Sie unterliegen darüber hinaus keiner besonderen parlamentarischen Kontrolle.

### Heer

#### Struktur
Dienststellen:
- 1. Infanterie-Bataillon
- 2. Infanterie-Reservebataillon
- Unterstützungsbataillon
- Pionierbataillon
- 21. Artilleriekompanie
- 41. Baukompanie
- 1. Special-Forces-Kompanie
- Militär-Musik-Corps
- Medizinisches Corps
- Agri Corps (Landwirtschaftliches Corps)
- Fernmeldeeinheit
- Trainings Corps

#### Bewaffnung
Gepanzerte Fahrzeuge:
- 10 Ford F-350 ( Vereinigte Staaten)
- 4 Shorland ( Vereinigtes Königreich)
- 6 EE-9 Cascavel ( Brasilien)
- 12 EE-11 Urutu ( Brasilien)

Geschütze, Mörser und Raketenwerfer:
- 12 122-mm-Haubitze D-30 (2A18) ( Sowjetunion)
- 6 130-mm-Kanone M1954 (M-46) ( Sowjetunion)
- 12 81-mm-Mörser L16 ( Vereinigtes Königreich)
- 18 82-mm-Mörser M-43 ( Sowjetunion)
- 18 120-mm-Mörser M1938 ( Sowjetunion)
- 6 Rückstoßfreie Geschütze B-10 ( Sowjetunion)
- 6 multiple Raketenstarter Type 63 ( Volksrepublik China)
- 6 ZPU-4 Fla-MG ( Sowjetunion)
- 18 Raketenstarter 9K32 Strela-2 ( Sowjetunion)

Infanteriewaffen:
- AK 47
- AKM
- FN MAG
- HK G3

- M16 A2
- RPG-7
- Typ 56
- Typ 63
- Walther PPK

### Luftwaffe
Das Guyana Defence Force Air Corps wurde 1968 aufgestellt und verfügt aktuell über 5 Flugzeuge und 3 Hubschrauber:
| Flugzeug                            | Herkunft                            | Typ                                 | Version                             | In Dienst                           | Anmerkungen                                            |
| Transport- und Verbindungsflugzeuge | Transport- und Verbindungsflugzeuge | Transport- und Verbindungsflugzeuge | Transport- und Verbindungsflugzeuge | Transport- und Verbindungsflugzeuge | Transport- und Verbindungsflugzeuge                    |
| ----------------------------------- | ----------------------------------- | ----------------------------------- | ----------------------------------- | ----------------------------------- | ------------------------------------------------------ |
| Short Skyvan                        | Vereinigtes Königreich              | Transportflugzeug                   | SC-7 Skyvan 3M                      | 3                                   | In Dienst seit 1979.                                   |
| BN-2 Islander                       | Vereinigtes Königreich              | Transportflugzeug                   |                                     | 2                                   |                                                        |
| Hubschrauber                        |                                     |                                     |                                     |                                     |                                                        |
| Bell 206 JetRanger                  | Vereinigte Staaten                  | Mehrzweckhubschrauber               | 206B                                | 2                                   | In Dienst seit 1976.                                   |
| Bell 412                            | Vereinigte Staaten                  | Mehrzweckhubschrauber               | 412                                 | 1                                   | In Dienst seit 1984. Weitere 2 Exemplare sind geplant. |
| Bell 429                            | Vereinigte Staaten                  | Leichter Mehrzweckhubschrauber      |                                     |                                     | 2 Maschinen sind geplant.                              |

### Küstenwache
Die maritime Komponente der GDF wurde 1969 aufgestellt und 1990 in eine Küstenwache umgegliedert. Die Guyana Defence Force Coast Guard verfügt über folgende Schiffe und Boote:
- GDFS Essequibo, Minenleger ( Vereinigtes Königreich)
- 1 Flusspatrouillenboot, 890 Tonnen (1985)
- 8 T-44-Patrouillenboote, 18 Tonnen
- 1 LCU Mark I (NL) (nationale Kimbala-Klasse) ( Niederlande)

Nachdem die GDFS Essequibo nicht mehr einsatzbereit ist, soll die Küstenwache 2021/22 neue Boote erhalten.